# La acabadora
La acabadora es una novela escrita por Michela Murgia y publicada en mayo de 2009 por la editorial italiana Einaudi.
El libro ganó la sección narrativa del Premio Dessì en septiembre de 2009. En mayo de 2010 fue galardonado con el SuperMondello, el reconocimiento más importante del Premio Mondello y, en septiembre del mismo año, con el Premio Campiello.
La novela ha sido traducida a numerosos idiomas, incluidos el inglés y el chino.

## Trama
A principios de los años cincuenta, en Soreni, un pequeño pueblo de Cerdeña donde todos lo saben todo de todos aunque fingen no saberlo, la pequeña María Listru, la última y no deseada de cuatro hermanas sin padre, se convierte en filla de anima -así se llama a los «hijos nacidos dos veces, de la pobreza de una mujer y de la esterilidad de la otra»- de Bonaria Urrai, una mujer solitaria y viuda.
María y Tzia Bonaria, la costurera del pueblo, viven como madre e hija, ambas conscientes de que no lo son. Se descubrirá al final de la novela que Bonaria había decidido adoptar a María cuando, un día, la vio robando unas cerezas, sin que en el rostro de la pequeña se apreciara "ni vergüenza ni conciencia... y la culpa, como en las personas, empieza a existir si alguien se da cuenta". De hecho, María aún no había "superado esa costumbre de robar pequeñas cosas que no necesitaba pero quería".
Aunque es posible suponer que la adopción por parte de la anciana costurera no fuera del todo desinteresada, como cuarta hija, María siempre ha estado acostumbrada a pensarse como “la última” en todos los sentidos y por eso el respeto y la atención de la nueva madre, que le ofrece un hogar, educación y un futuro, no dejan de sorprenderla. La ha interiorizado como madre, como alguien con quien hablar sobre los asuntos importantes de la vida, a quien uno regresa y por quien uno se siente importante. Experimenta profundamente con su madre adoptiva la situación de contar verdaderamente, de estar presente en la mente de una madre que, con sus recursos, tiene un espacio mental dedicado.
María crece, es buena en la escuela, hermosa e inteligente, consciente de su situación de hija-no-hija. En su mundo tradicional y ordenado, hay momentos significativos, como la boda de su hermana, o la vendimia anual, cuando Bastiù, un ciego, es conducido a las viñas y, por el olfato, determina si las uvas están maduras y se puede comenzar la cosecha, de la cual María participa con su amigo Andría.
Pero hay algo misterioso en la anciana vestida de negro, en sus silencios, en la mirada temerosa de quienes la encuentran, en su sabiduría milenaria sobre las cosas de la vida y de la muerte y en las repentinas salidas nocturnas que María no logra comprender. Lo que todos saben, y María aún no, es que Bonaria Urrai conoce los hechizos y conjuros de una cultura que ha permanecido arcaica hasta su núcleo, y que cuando ella es llamada, solo si esto es verdaderamente deseado por el interesado desesperado, ella está lista para brindarle una muerte misericordiosa. Suyo es el gesto amoroso y último de la acabadora, la última madre.
Un día, Nicola, el hermano mayor y más enérgico de Andría, recibe un disparo en la pierna como resultado de un ataque que era una represalia. Quería vengarse de su vecino, quien había movido en secreto el muro fronterizo de las tierras de su padre, justo en el terreno que Nicola debía heredar. En Cerdeña, esto se considera un delito particularmente grave. Nicola sufre dolores insoportables, la pierna le es amputada, y apela a la ayuda de Tzia BoMaría.
María se entera de lo sucedido a partir de una confidencia de Andrìa, que una noche había sorprendido a la acabadora en el acto de realizar su obra de caridad, lo que la lleva a descubrir la otra cara de Tzia Bonaria. María, conmocionada, decide, después de un duro enfrentamiento, abandonar la isla para irse a la grande y lejana Turín, porque nunca sería "capaz de matarte sólo porque es lo que quieres". "Nunca digas: No bebo de esta agua" [Non dire mai: di quest’acqua io non ne bevo. Potresti trovarti nella tinozza senza manco sapere come ci sei entrata], le advierte la acabadora. Gracias a la recomendación de su maestra en la escuela priMaría, María consigue un trabajo como niñera para cuidar a los hijos de un matrimonio burgués, Piergiorgio y Anna Gentili. Pero muchas cosas que creía haber dejado en la orilla de donde en su momento partió el barco para Génova, vuelven una tras otra, como trozos de madera en la playa después de una tormenta.
Después de casi dos años fuera de Cerdeña, María recibe una carta de su hermana informándole del grave estado de salud de Tzia Bonaria. También por una imprudencia que le cuesta el trabajo, decide volver a su pueblo y cuidar de la mujer que sólo legalmente no era su madre.
Tzia Bonaria sobrevive varios meses, en medio de un dolor insoportable, y entonces María revalúa sus consideraciones sobre el difícil tema de la eutanasia. Afortunadamente, en el momento crucial de la decisión de poner fin a este sufrimiento, la anciana fallece de forma natural, lo que evita que María tenga que recurrir a un gesto extremo. Solo al final comprenderá las enseñanzas de su segunda madre, quien creía que «la culpa, como las personas, solo empieza a existir si alguien la percibe» (” le colpe, come le persone, iniziano ad esistere  solo se qualcuno se ne accorge”).

## Etimología
La “femina accabadora”, también conocida como “femina agabbadòra” o simplemente “agabbadora” o “accabadora”, es una figura de la tradición sarda, aunque no existen pruebas históricas definitivas que confirmen su existencia. La etimología del término se entrelaza con las raíces lingüísticas tanto del sardo, a través de la expresión “s’acabbu”, que significa “el fin”, como del español, con el verbo “acabar”. Por esta razón, el término “accabadora” se traduce comúnmente como “la que termina”, lo que refleja la función primordial de esta figura: poner fin a la vida de las personas en estado terminal, a petición de sus familiares o del propio enfermo.

## Recepción
- Renata Rizzitelli resalta en spiweb.it que "Murgia, con ingredientes literarios bien medidos, que junto con los temas abordados dan profundidad a una trama muy original, nos adentra en un universo de valores alejados de nuestra realidad urbanizada, valores de una sociedad que se enfrenta a un horizonte duro, lleno de dificultades y privaciones, generado no solo por la pobreza económica sino también por la escasa disponibilidad de recursos comunicativos y emocionales. A través de la transmisión de emociones nos adentramos en el funcionamiento profundo de esta red social y en temas universales y dolorosos como: la adopción, la no aceptación de la limitación física, la eutanasia [...] Accabadora es una novela centrada principalmente en las mujeres, que desempeñan un papel activo, mientras que los hombres, por razones de carácter, ocupan roles más pasivos, de reacción más que de acción. El campo psicológico está atravesado por figuras femeninas que interactúan, aunque modestamente, en un nivel relacional empático y por figuras masculinas demasiado concretas, delineadas por acciones y no por pensamientos."[4]
- Robadadonne.it describe el marco histórico de la novela: "La Cerdeña de los años cincuenta, descrita por Michela Murgia, es un antiguo microcosmos al borde del precipicio, con sus normas y prohibiciones, donde rigen acuerdos tácitos compartidos, estipulados en un lenguaje atávico que la convierte en un universo aparte. La comunidad entera se mueve como una sola, capaz de atender a la perfección sus propias necesidades e imponer límites a lo que debe respetarse y no romperse, pero también sabiendo cómo dar fin a quienes lo buscan. Precisamente en nombre de la comunidad y su bienestar, económico y social, de sus frágiles pero indispensables equilibrios, la acabadora actúa, asumiendo la responsabilidad de determinar el fin de la vida de quienes, para la sociedad, ya no pueden ser útiles."[9]
- Bettina Hesse  resume en Deutschlandfunk: "La impresionante historia de la acabadora obtiene su vívida fuerza del sentido del contexto cultural y de la experiencia personal en la comunidad de la aldea sarda, adquiriendo una validez mitológica atemporal."[6]
- Dieter Wunderlich comenta de forma similar: "Michela Murgia [...] presenta una historia cautivadora ambientada en un entorno arcaico con un lenguaje sobrio y vital. «Accabadora» es una joya de la literatura sofisticada."[10]